# Jean-Paul van Gastel
Pour les articles homonymes, voir Van Gastel.
Jean-Paul van Gastel, est un footballeur néerlandais né le 28 avril 1972 à Bréda devenu entraîneur.

## Palmarès
- 5 sélections et 2 buts avec l'équipe des Pays-Bas entre 1996 et 1999.
- 1 championnat des Pays-Bas : 1998-99 Feyenoord Rotterdam
- 1 Supercoupe des Pays-Bas : 1999 Feyenoord Rotterdam